# ボスマン・ドロウ
デバンテ・マクレアリー（Devante McCreary, 1998年8月31日 - ）は、ボスマン・ドロウ（BossMan Dlow）の名義で活動するアメリカ合衆国フロリダ州ポートサレーノ出身のラッパー。刑務所で服役中だった2019年にラップを始めると、2024年にリリースしたシングル「Get in with Me」がInstagramやTikTokで人気を博し、Billboard Hot 100入りを果たした。

## 経歴
2019年にコカインの所持、販売で逮捕され、服役中にボスマン・ドロウ名義でラップを始める。
2023年1月に最初のミックステープ「Too Slippery」をリリース。同年夏にアラモ・レコードと契約し、12月には「Too Slippery」を「2 Slippery」に改称して再リリースした。
2024年1月にリリースしたシングル「Get in with Me」がInstagramやTikTokで人気を博し、Billboard Hot 100入りを果たす。この曲は5週間チャートインし、最高で49位を記録した。2月にリリースされたシングル「Mr Pot Scraper」もヒットし、3月15日には「Get in with Me」や「Mr Pot Scraper」が収録されたミックステープ「Mr Beat the Road」をリリースした。

## ディスコグラフィー

### スタジオアルバム
- 「Dlow Curry」 - 2024年12月13日

### ミックステープ
- 「Too Slippery」 - 2023年1月1日
- 「Mr Beat the Road」 - 2024年3月15日
- 「2 Slippery」 - 2024年12月20日

### 主なシングル
- 「Get in with Me」 - 2024年
- 「Mr Pot Scraper」 - 2024年